# Sistema educativo de Colombia
El Sistema educativo de Colombia es el conjunto de normas jurídicas, programas curriculares, establecimientos educativos, instituciones sociales, recursos humanos, tecnológicos, metodológicos, materiales, administrativos y financieros, articulados para alcanzar los objetivos de la educación. Se organiza en educación formal, educación para el trabajo y el desarrollo humano (reemplazando la denominación no formal) y educación informal. La entidad encargada de su coordinación y regulación es el Ministerio de Educación de Colombia.
En Colombia la educación se define como un proceso de formación permanente, personal cultural y social que se fundamenta en una concepción integral de la persona humana, de su dignidad, de sus derechos y de sus deberes 
En la Constitución Política se dan las notas fundamentales de la naturaleza del servicio educativo. Allí se indica, por ejemplo, que se trata de un derecho de la persona, de un servicio público que tiene una función social y que corresponde al Estado regular y ejercer la suprema inspección y vigilancia respecto del servicio educativo con el fin de velar por su calidad, por el cumplimiento de sus fines y por la mejor formación moral, intelectual y física de los educandos. También se establece que se debe garantizar el adecuado cubrimiento del servicio y asegurar a los menores las condiciones necesarias para su acceso y permanencia en el sistema educativo.
El sistema educativo colombiano lo conforman: la educación inicial, la educación preescolar, la educación básica (primaria cinco grados y secundaria cuatro grados), la educación media (dos grados y culmina con el título de bachiller.), y la educación superior.

## Estructura General
El sistema educativo colombiano se estructura mediante niveles, que son pequeñas etapas del proceso de formación. Estos niveles a su vez pueden estar organizados mediante periodos, que son etapas más largas y que agrupan grados con objetivos educativos específicos iguales. Finalmente, los ciclos están conformados por grados, que se refieren a la ejecución ordenada del plan de estudios durante un año colectivo, por lo que cada grado tiene un año de duración y objetivos específicos para este corto periodo de tiempo.
Así, la educación reconocida como formal está constituida por 5 niveles: inicial, preescolar, básica, media y superior. La educación no formal o para el trabajo y el desarrollo humano se organiza por horas de trabajo o por créditos académicos y no se rige por el sistema anterior. Y en cuanto a la educación informal, consecuente con su definición, no está organizada y se refiere a personas e instituciones cuya finalidad no es principalmente educativa.
La legislación reconoce además estrategias particulares para poblaciones que requieren atención diferencial. Estas poblaciones son particularmente personas en situación de discapacidad física, mental y/o psíquica, individuos con capacidades excepcionales, adultos sin formación básica, grupos étnicos, campesinos y población no rural, así como individuos con necesidad de rehabilitación social.

## Educación Formal
La educación formal en Colombia es aquella que se imparte en instituciones aprobadas por el Estado, en una secuencia regular de niveles, sujeta a pautas curriculares progresivas, y que lleva a obtener títulos. Tal como lo establece la Ley General de Educación, se compone de 5 niveles de educación: inicial, preescolar, básica, media y superior, siendo obligatorios los primeros 3 niveles de formación que normalmente suelen requerir de 11 años continuos de escolarización.
En cuanto a la comunidad educativa, se reconocen 5 estamentos que participan en el gobierno escolar de forma democrática: a) los estudiantes, b) los padres de familia o cuidadores responsables de los niños, c) los docentes del plantel, d) los directivos docentes y personal administrativo, y e) los egresados organizados para participar.
El gobierno escolar se traduce en la autoridad del Consejo Directivo, máximo órgano de control interno administrativo; el Consejo Académico, órgano encargado de la orientación pedagógica del establecimiento; y el rector, representante de la institución ante las autoridades educativas y ejecutor de las decisiones del gobierno escolar. Se distinguen así mismo, las figuras del personero estudiantil, encargado de promover el pleno ejercicio de los derechos de los estudiantes, elegido por mayoría simple de entre candidatos del último grado que oferta la institución; y el Consejo de estudiantes, máximo órgano colegiado estudiantil, encargado de promover la vida estudiantil y los intereses de los estudiantes mediante la elección de su representante ante el Consejo Directivo.
Las áreas fundamentales y obligatorias definidas por la ley para este nivel son: a) Ciencias naturales y educación ambiental; b) Ciencias sociales, historia, geografía, constitución política y democracia; c) Educación artística; d) Educación ética y en valores humanos  e) Cátedra de la Paz desde 2015 ; f) Educación física, recreación y deportes; g) Educación religiosa; h) Humanidades, lengua castellana e idiomas extranjeros; i) Matemáticas; e j) Tecnología e informática.

### Educación inicial
Este nivel representa el primer contacto de los niños con un entorno ajeno al hogar, siendo la primera oportunidad de socialización. Los lugares donde se lleva a cabo este proceso se conocen como jardines infantiles y, al igual que en los demás niveles, son subsidiados por fondos estatales o privados. El Instituto Colombiano de Bienestar Familiar está especialmente encargado de velar por los derechos de los menores de 6 años y de su protección, antes del ingreso a su escolarización obligatoria.
En esta etapa se contemplan 2 grados, los primeros dos optativos. En el ámbito público se ofrece a los niños de 3 a 5 años de edad, así: Pre-jardín a los 3 años, Jardín a los 4 años. La Comisión Intersectorial de Primera Infancia CIPI de la cual hace parte el Ministerio de Educación Nacional, definió las modalidades de atención para lograr coherencia al reorganizar los servicios y unificar criterios entre sectores al momento de garantizar las diversas atenciones que requieren los niños y las niñas para lograr su desarrollo integral.
Es preciso reconocer que la familia es por excelencia el escenario en el cual se inicia la atención integral de los niños y niñas, puesto que es el primer agente socializador y educador. Aun así no es un escenario exclusivo para la Atención Integral, la familia desde el momento mismo de la concepción, empieza a participar en espacios dirigidos a crear condiciones que favorecen el desarrollo infantil de los bebes, seguido por escenarios de salud, y escenarios de participación pública. En este sentido la educación inicial se inscribe como un escenario de en el marco de la atención integral, donde se generan las condiciones dirigidas a promover y generar el desarrollo integral de los niños y niñas. Estos escenarios, se materializan a través de dos modalidades: Familiar e Institucional o Centros de Desarrollo Infantil.
Las dos modalidades están orientadas a garantizar el derecho de una atención integral y una educación inicial de calidad de los niños y las niñas desde la gestación hasta su ingreso al sistema educativo en el grado de preescolar.

### Centros de Desarrollo Infantil CDI
Los Centros de Desarrollo Infantil, se conciben como instituciones dirigidas a atender y promover un desarrollo integral a través de la educación inicial, con la participación de profesionales idóneos en temas relacionados con los diferentes componentes de la atención integral, responsables de gestionar las condiciones materiales que hacen efectivos todos los derechos de los niños y niñas en primera infancia, así como de generar oportunidades de expresión y comunicación con padres y adultos y diversidad de experiencias que permiten a los niños y las niñas construir y comprender el mundo.
Es importante destacar que los CDI no están solos en el desempeño de este papel educativo, pues la atención al niño y la niña es también responsabilidad del Estado y la familia. Por tanto, en el CDI se coordinan y armonizan acciones del Estado relacionadas con la nutrición, salud y formación y acompañamiento a familias de los niños y niñas de 0 a menores de 6 años, y las familias participan en actividades promovidas por los CDI para articular mejor la atención y educación que ambos llevan a cabo de acuerdo con las características, necesidades, demandas y atenciones que requieren los niños y las niñas.

### Modalidad de Educación Inicial Familiar
La configuración de los territorios en Colombia, se caracteriza por una amplia diversidad geográfica, cultural, ambiental y de condiciones socioeconómicas e institucionales. La estrategia De Cero a Siempre, en el marco de dicha configuración, ha concebido una modalidad de atención no convencional, que posibilita el abordaje integral del niño y la niña en entornos familiares y comunitarios. Esta modalidad reconoce prioritariamente las particularidades culturales y geográficas de la población del país que habita zonas rurales dispersas, así como de los niños y niñas menores de dos años y sus familias.
Esta modalidad por su carácter flexible, privilegia los entornos más cercanos y propios a las condiciones de los niños y niñas, como lo son su familia y comunidad. Establece como punto de entrada el acompañamiento y fortalecimiento de los miembros de la familia y cuidadores para potenciar el desarrollo de los niños y niñas. El lugar protagónico de la familia en el cuidado, crianza, educación y desarrollo de los niños y las niñas desde el nacimiento hasta antes de cumplir los 6 años, la convierte en el primer y más inmediato escenario de corresponsabilidad. Para tal fin, el Estado, responsable de la garantía de los derechos de la primera infancia, está en la obligación de garantizar esta atención y proveer el apoyo necesario a la familia para llevar a cabalidad dicha corresponsabilidad en la atención integral.

### Educación preescolar
En este nivel de escolaridad de etapa se contemplan 1 grado de transición, que es obligatorio. En esta etapa de Transición 5 años, siendo este el inicio del nivel cero obligatorio. El nivel está fundamentado en los principios de integridad, reconociendo al educando como un ser único y social en interdependencia y reciprocidad permanente con su contexto; en segundo lugar la participación, aceptando la organización y el trabajo de grupo como fundamento desde el cual construir la formación y el acceso a la cultura; y como tercero la lúdica, reconociendo al juego como dinamizador de la vida del niño y mecanismo de construcción de su realidad y apropiación de la cultura. En este nivel no se reprueban actividades ni asignaturas, siendo la calificación un informe descriptivo personal, que debe permitir a los padres de familia y a los profesores posteriormente formular estrategias para superar los problemas que se hayan identificado durante el proceso formativo.

### Educación básica

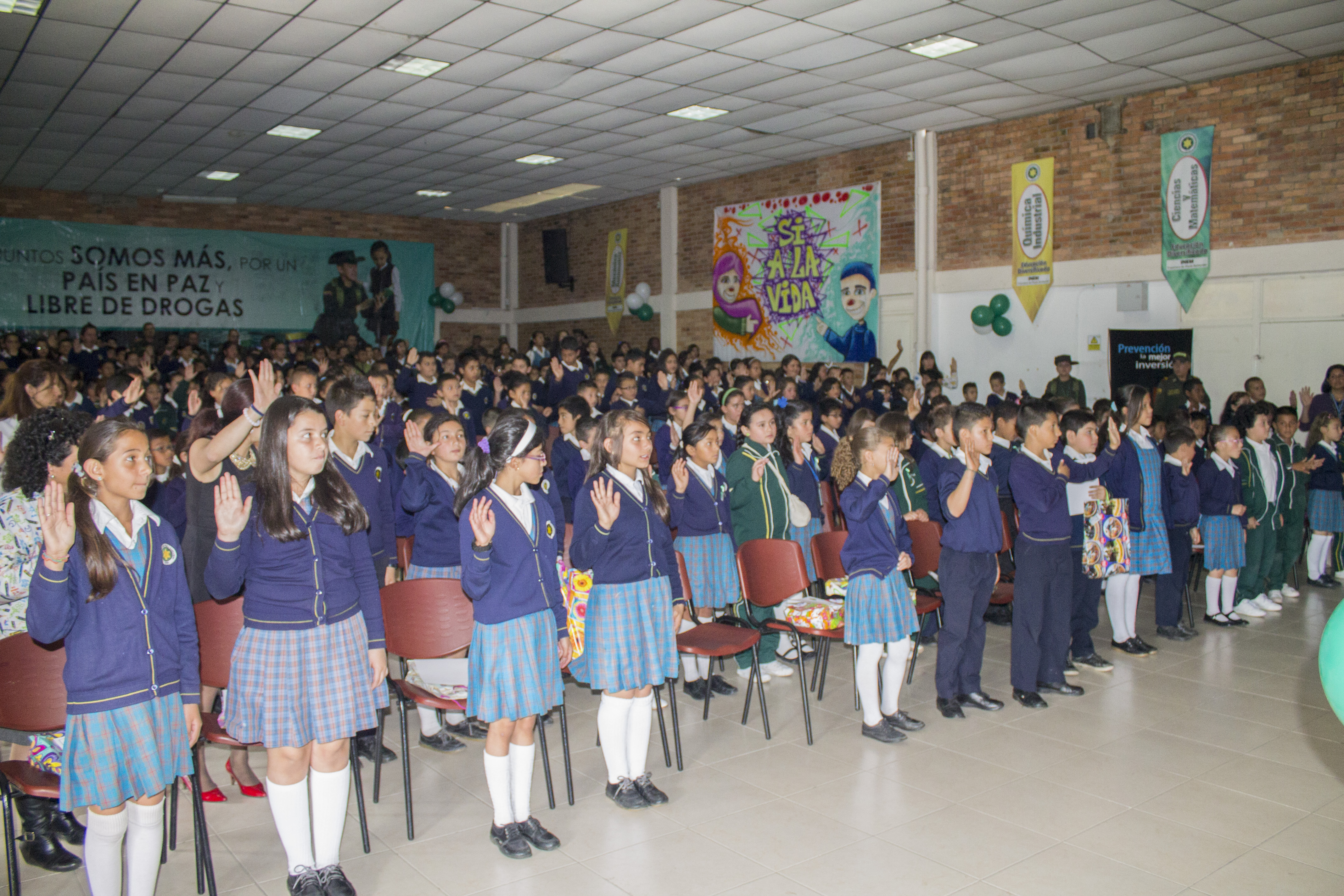
Estudiantes en el colegio INEM Francisco de Paula Santander IED, en Bogotá.

Este nivel consta de dos grandes ciclos, que juntos agrupan nueve grados de escolarización. Estos ciclos comparten objetivos educativos, especialmente: Propiciar una formación general mediante el acceso al conocimiento científico, tecnológico, artístico, humanístico y matemático para su vinculación con la sociedad y el trabajo; desarrollar las habilidades comunicativas para expresarse correctamente en castellano y en una lengua extranjera; profundizar en el razonamiento lógico y analítico para la interpretación y solución de los problemas; propiciar el conocimiento y comprensión de la realidad nacional para consolidar los valores propios de la nacionalidad colombiana; fomentar el interés y el desarrollo de actitudes positivas hacia la investigación; y propiciar una formación social, ética, moral.
En cuanto a las instituciones encargadas del desarrollo de este nivel formativo se les obliga a poseer un Proyecto Educativo Institucional (PEI) que especifica las estrategias como se ha decidido alcanzar los fines de la educación definidos por el Estado, teniendo en cuenta las condiciones sociales, económicas y culturales de su contexto particular. Como parte del PEI debe existir en toda institución un manual de convivencia, en el cual se reglamentan los derechos y deberes de los educandos, así como sus relaciones con el resto de actores educativos.
La educación básica obligatoria corresponde a la identificada en el artículo 356 de la Constitución Política como educación primaria y secundaria; comprende nueve (9) grados y se estructurará en torno a un currículo común, conformado por las áreas fundamentales del conocimiento y de la actividad humana. (Art. 19 Ley 115/1994).
- De acuerdo con la Ley General de Educación, el ciclo de formación básica tiene el objetivo de:
  1. Propiciar una formación general mediante el acceso, de manera crítica y creativa, al conocimiento científico, tecnológico, artístico y humanístico y de sus relaciones con la vida social y con la naturaleza, de manera tal que prepare al educando para los niveles superiores del proceso educativo y para su vinculación con la sociedad y el trabajo.
  2. Desarrollar las habilidades comunicativas para leer, comprender, escribir, escuchar, hablar y expresarse correctamente.
  3. Ampliar y profundizar en el razonamiento lógico y analítico para la interpretación y solución de los problemas de la ciencia, la tecnología y de la vida cotidiana.
  4. Propiciar el conocimiento y comprensión de la realidad nacional para consolidar los valores propios de la nacionalidad colombiana tales como la solidaridad, la tolerancia, la democracia, la justicia, la convivencia social, la cooperación y la ayuda mutua.
  5. Fomentar el interés y el desarrollo de actitudes hacia la práctica investigativa.
  6. Propiciar la formación social, ética, moral y demás valores del desarrollo humano.[8]

#### Primaria
Este ciclo consta de cinco grados, cada uno de un año de duración, nombrados de primero a quinto grado, ingresando a los 6 años de edad. Desde el año 2002 se realizaba la promoción de los estudiantes por el decreto 230 de 2002, el cual indicaba que máximo el 5% de los estudiantes de una institución podían reprobar el grado, lo que incidió en un decaimiento de la calidad de la educación. Sin embargo, dado que no produjo los resultados esperados, se abolió dicha promoción automática mediante el decreto 1290 de 2009, donde el gobierno nacional permitía la autonomía en evaluación y promoción de los estudiantes a los grados superiores de formación. 574.

#### Secundaria
Tal ciclo consta de cuatro grados, cada uno de un año de duración, nombrados de sexto a noveno, ingresando usualmente a los 11 o 12 años de edad. Al igual que la primaria, estaba sujeto al decreto que permitía la promoción automática de los estudiantes, y también fue regulado por el nuevo decreto 1290 de 2009 que permite la autonomía en promoción de los estudiantes, salvaguardando en la mayor parte de los casos su cupo para continuar con el proceso escolar. Este decreto también modificó la escala de valoración nacional, quedando en orden ascendente como: Desempeño Bajo, Básico, Alto y Superior.

### Escuela Nueva
Es un modelo educativo para educación primaria rural que fue pensado para atender de modo uniforme a la población rural, históricamente marginalizada y atacada por diversos frentes y con diferentes intencionales. La escuela y su desarrollo en el campo es una muestra de las grandes desigualdades sociales a la que ha sido sometida la ruralidad en el país, negándole la posibilidad de ser y de hacer a partir de sus características y en pro de la transformación de la realidad en que viven. En este sentido, se pretende adentrar en el modelo a partir del análisis de sus guías de aprendizaje. La Escuela Nueva es un modelo para una escuela multigrado, en donde solo hay uno o máximo tres docentes por centro educativo, encargados de varios grados al mismo tiempo, como ya había sido mencionado. Aunque esta sea la realidad de las escuelas rurales en general, la manera en la cual se estructuró el modelo modificó sustancialmente las formas y materialidades del cotidiano escolar.Es un modelo pedagógico reconocido a nivel mundial por su potencial de transformación a gran escala de la calidad de la educación rural en Colombia. Para lograrlo, combinó un esquema de promoción flexible con materiales curriculares de alta calidad que guían a los alumnos en procesos autónomos de aprendizaje, junto con esquemas de apoyo entre pares y la participación de las familias en la escuela.  

### Educación media
Comprende los grados décimo y undécimo; en el caso de algunos colegios privados estilo estadounidense está reglamentado el grado duodécimo. Tiene como finalidad la comprensión de las ideas y los valores universales y especialmente la preparación para el ingreso a la educación superior y al trabajo. Una vez culminado este nivel los estudiantes deben graduarse y recibir el título de bachiller académico o bachiller técnico, según la formación recibida.
La Educación Media está conformada por los grados décimo y once. Su propósito fundamental es preparar al educando para acceder a la Educación Superior, o la Educación para el Trabajo y el Desarrollo Humano. (Art. 27 Ley 115/1994).
La educación media tendrá el carácter de académica o técnica. A su término se obtiene el título de bachiller que habilita al educando para ingresar a la educación superior en cualquiera de sus niveles y carreras. (Art. 28 Ley 115/1994).
O    La educación media académica permitirá al estudiante, según sus intereses y capacidades, profundizar en un campo específico de las ciencias, las artes o las humanidades y acceder a la educación superior.
O    La educación media técnica prepara a los estudiantes para el desempeño laboral en uno de los sectores de la producción y de los servicios, y para la continuación en la educación superior
Marco Normativo de Educación Prescolar Básica y Media:
Aparte de la Ley general de Educación existen otros marcos normativos que direccionan la Educación Preescolar Básica y Media:
- Decreto Único Reglamentario del sector Educación 1075 de 2015.

Documento técnicos y de Política
- Plan Nacional Decenal de Educación 2016 – 2026, El camino hacia la calidad y la equidad.[13]

### Educación Superior
Esta regulada por el Ministerio de Educación de Colombia y es impartida en universidades y otras instituciones de educación superior. Se divide en varios niveles distribuidos entre pregrado y postgrado. En términos legales, se encuentra reglamentada de forma particular por la Ley 30 de 1992.
En el nivel de pregrado se encuentran las carreras técnicas profesionales, tecnológicas y universitarias, donde las técnicas profesionales pueden variar entre 1.5 a 2 años, las tecnológicas entre 2.5 a 3.5 años y las universitarias usualmente de 5 años.
En el nivel de postgrado se reconocen las especializaciones, las maestrías y los doctorados. Hay adicionalmente una serie de diplomados, seminarios y otros cursos de educación continua y educación para el trabajo y el desarrollo humano que en pocas semanas o meses permiten al profesional conocer nuevas técnicas o mantenerse actualizado, pero este tipo de educación está considerada dentro del campo no formal o, en algunos casos, educación continuada.
La educación para optar por un título de maestría y especialización va enfocada a potenciar habilidades de gestión, profundización y actualización encaminadas a garantizar el crecimiento del sector productivo. Es usual que en los altos cargos de las organizaciones se exija este tipo de títulos de acuerdo al perfil organizacional.
Finalmente está el nivel de doctorado, que pocas universidades están acreditadas para ofrecer, y el cual busca la formación de investigadores y la generación de nuevo conocimiento. Generalmente los doctorados están por fuera de los niveles de inversión que las empresas pueden pagar, y se emplean en los centros educativos para impulsar el avance de la ciencia. 
En la última década la tasa de cobertura bruta de educación superior presentó un aumento importante, pasando de 24.5% en 2002 a 45.5% en 2013. Las posibilidades de desarrollo, innovación y bienestar del país dependen de que esta tendencia se mantenga dado el  considerable impacto de la educación superior en la movilidad social de la población  debido a su alta rentabilidad individual y social. www.mineducacion.gov.co/snies/
Por ello, el reto para el 2018 es aumentar con calidad la tasa de cobertura hasta el 57%..
Algunos de los principales  objetivos que se  plantean alcanzar en este sentido son:
1. Diseñar  e implementar un Sistema de Educación Terciaria con Mayor Acceso, Calidad y Pertinencia
2. Fortalecer la financiación de la oferta de educación superior.
3. Fortalecer la financiación de la demanda en un contexto de alta calidad y equidad.
4. Consolidar la Excelencia en el Sistema de Educación Superior.
5. Diseñar e implementar del plan maestro de ampliación de cobertura con calidad, en particular en las zonas más apartadas del país.
6. Formar docentes en niveles avanzados
7. Incrementar la eficiencia del Sistema de Aseguramiento de la Calidad

En el cuatrienio 2014-2018, aparte de incentivar una mayor cobertura de la educación superior, se promoverá que el incremento en el número de cupos se haga en condiciones de calidad. En este aspecto, el Plan Nacional de Desarrollo “Todos por un Nuevo País” ha establecido que a 2018  el 20% de la matrícula se ubique en instituciones o en programas con acreditación de alta calidad En cuanto a la pertinencia de la educación superior, el Sistema de Educación Terciaria facilitará la movilidad de los estudiantes entre niveles y tipos de educación y formación, así como el vínculo con el mercado laboral en términos de competencias, habilidades,  destrezas y trayectorias profesionales.  Por otra parte, la política educativa en materia de educación superior busca fomentar los procesos de autoevaluación, mejoramiento continuo, acreditación y certificación de calidad de las instituciones educativas. Así mismo, se adoptan estrategias para la promoción de la educación técnica y tecnológica, y para la ampliación y fortalecimiento de la regionalización y flexibilidad de la oferta de educación superior. Otro eje fundamental de la política de acceso a la educación superior se refiere al aumento de las alternativas de financiación a disposición de los estudiantes interesados en continuar sus estudios en diferentes áreas del conocimiento. En este sentido el Icetex está ampliando su oferta de créditos y diversificando las modalidades de los mismos. Esto incluye la implementación de líneas de crédito con tasas de interés real  igual a cero, subsidios de sostenimiento, y créditos-becas para los mejores estudiantes de la educación media provenientes de familias pobres y vulnerables. www.icetex.gov.co 
Finalmente, la promoción de la innovación, la productividad y el emprendimiento son políticas estrechamente ligadas al mejoramiento de la calidad y oferta de la educación superior. Es por esto que se trabaja en la articulación de estas políticas con las entidades líderes de estas áreas y con el Ministerio de Educación para diseñar estrategias coherentes que redunden en preparar adecuadamente al recurso humano colombiano para enfrentar los retos impuestos por la economía del conocimiento. 
El detalle de todos estos elementos se puede encontrar en los capítulos de Colombia la más Educada y Movilidad Social del  Plan Nacional de Desarrollo 2014-2018 “Todos por un Nuevo País”. 
Marco normativo
El marco normativo de la educación superior en Colombia está constituido principalmente por la Ley 30 de 1992, que organiza el servicio público de educación superior. El artículo sexto, presenta como objetivos de la educación superior:
1. Profundizar en la formación integral de los colombianos.
2. Trabajar por la creación, el desarrollo y la transmisión del conocimiento.
3. Prestar a la comunidad un servicio con calidad.
4. Ser factor de desarrollo científico, cultural, económico, político y ético a nivel nacional y regional.
5. Actuar armónicamente entre sí y con las demás estructuras educativas y formativas.
6. Contribuir al desarrollo de los niveles educativos que le preceden para facilitar el logro de sus correspondientes fines.
7. Promover la unidad nacional, la descentralización, la integración regional y la cooperación interinstitucional.
8. Promover la formación y consolidación de las comunidades académicas y la articulación con sus homólogas a nivel internacional.
9. Promover la preservación del medio ambiente sano y fomentar la educación y cultura ecológica.
10. Conservar y fomentar el patrimonio cultural del país.

En lo que respecta a las Instituciones de Educación Superior, éstas se encuentran constituidas por las Instituciones Técnicas Profesionales, las Instituciones Universitarias o Escuelas Tecnológicas, y las Universidades.
De acuerdo con los artículos 17, 18 y 19 de la Ley 30 de 1902
Artículo 17. Son instituciones técnicas profesionales, aquellas facultadas legalmente para ofrecer programas de formación en ocupaciones de carácter operativo e instrumental y de especialización en su respectivo campo de acción, sin perjuicio de los aspectos humanísticos propios de este nivel.
Artículo 18. Son instituciones universitarias o escuelas tecnológicas, aquellas facultadas para adelantar programas de formación en ocupaciones, programas de formación académica en profesiones o disciplinas y programas de especialización.
Artículo 19. Son universidades las reconocidas actualmente como tales y las instituciones que acrediten su desempeño con criterio de universalidad en las siguientes actividades: La investigación científica o tecnológica; la formación académica en profesiones o disciplinas y la producción, desarrollo y transmisión del conocimiento y de la cultura universal y nacional.
Estas instituciones están igualmente facultadas para adelantar programas de formación en ocupaciones, profesiones o disciplinas, programas de especialización, maestrías, doctorados y post-doctorados, de conformidad con la presente Ley.
Además, existe la Ley 749 de 2002 que organiza el servicio público de la educación superior en las modalidades de formación técnica profesional y tecnológica. De acuerdo con sus dos primeros artículos, las instituciones técnicas profesionales y tecnológicas se definen de la siguiente manera.
Instituciones técnicas profesionales. Son Instituciones de Educación Superior, que se caracterizan por su vocación e identidad manifiesta en los campos de los conocimientos y el trabajo en actividades de carácter técnico, debidamente fundamentadas en la naturaleza de un saber, cuya formación debe garantizar la interacción de lo intelectual con lo instrumental, lo operacional y el saber técnico. (…)
Instituciones tecnológicas. Son Instituciones de Educación Superior, que se caracterizan por su vocación e identidad manifiestas en los campos de los conocimientos y profesiones de carácter tecnológico, con fundamentación científica e investigativa.”
Las condiciones de calidad que deben cumplir los diferentes programas de educación superior están reglamentadas por el Decreto 2566 de 2003.
El Decreto 1279 de 2002 establece el régimen salarial de los docentes de las universidades estatales que se hayan vinculado por concurso como empleados públicos docentes, o reingresen a la carrera docente, a partir de su vigencia.
En lo que respecta la estructura institucional del sector, es pertinente señalar el Decreto 4675 de 2006 que modificó la estructura del Ministerio de Educación Nacional en cuanto a funciones, direcciones y administración.
La Ley 1188 de 2008 regula el registro calificado de programas de educación superior. En esta ley se fijan las condiciones que deben tener los programas y las instituciones para acceder a dicho registro.
Por último, cabe destacar la Ley 1002 de 2005 que transformó la naturaleza del Instituto Colombiano de Crédito Educativo – ICETEX – que dejó de ser un establecimiento público, para convertirse en una entidad financiera de naturaleza especial, con el objeto de fomentar el acceso y la permanencia de los colombianos a la educación superior, priorizando la población de bajos recursos económicos y aquella con mérito académico en todos los estratos.
La Ley 1740 de 2014 fortalece el rol del Gobierno Nacional para llevar a cabo una adecuada inspección vigilancia y control, y llevar a cabo los correctivos necesarios cuando se presenten las primeras señales de que existen riesgos para la prestación continua del servicio de educación superior por parte de una Institución de Educación Superior.  

En el país existen 33 Universidades de carácter público las cuales a través de la financiación del Estado, ofrecen una acceder a este nivel de educación a un valor diferencias, las instituciones  están agremiadas en el Sistema Universitario Estatal(SUE). 
La Ley 2307 de 2023, también conocida como Matrícula Cero, establece la gratuidad en la educación superior pública para estudiantes de pregrado. Esta política busca eliminar las barreras económicas de acceso a la educación superior. 
Ley 2307 de 2023
Objetivo
Garantizar la gratuidad en la matrícula de los programas de pregrado en las instituciones públicas de educación superior
Beneficiarios
Estudiantes de bajos recursos económicos que cursen pregrados en instituciones públicas
Programas cubiertos
Técnico profesional, tecnológico y profesional universitario
Vigencia
Entró en vigencia el 31 de julio de 2023
Para acceder a la Política de Gratuidad en la Matrícula, se deben cumplir ciertos requisitos, entre ellos: 
Tener nacionalidad colombiana
Estar registrado en el SISBEN IV y pertenecer al grupo A, B o C
Si el estudiante es víctima del conflicto armado, estar incluido en el Registro Único de Víctimas
El Ministerio de Educación Nacional establece los requisitos académicos para la permanencia de los estudiantes beneficiarios. 
La política está sujeta a ciertas causales de pérdida del beneficio, como: 
Obtener un título de profesional universitario
Perder la condición de vulnerabilidad socioeconómica
Suspender los estudios por más de dos períodos académicos
Educación en Colombia

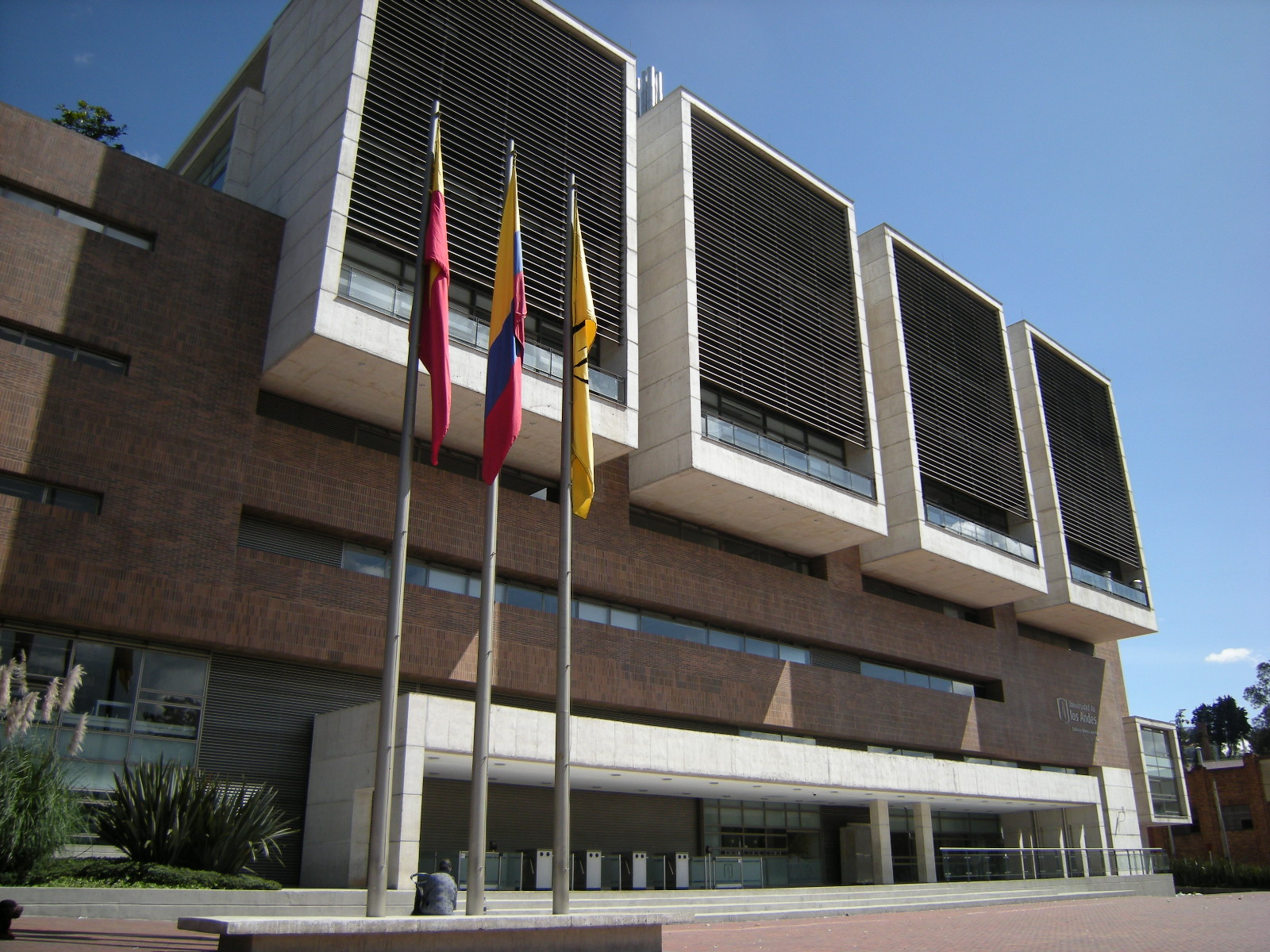
Edificio Mario Laserna de la Universidad de los Andes en Bogotá.QEQE6
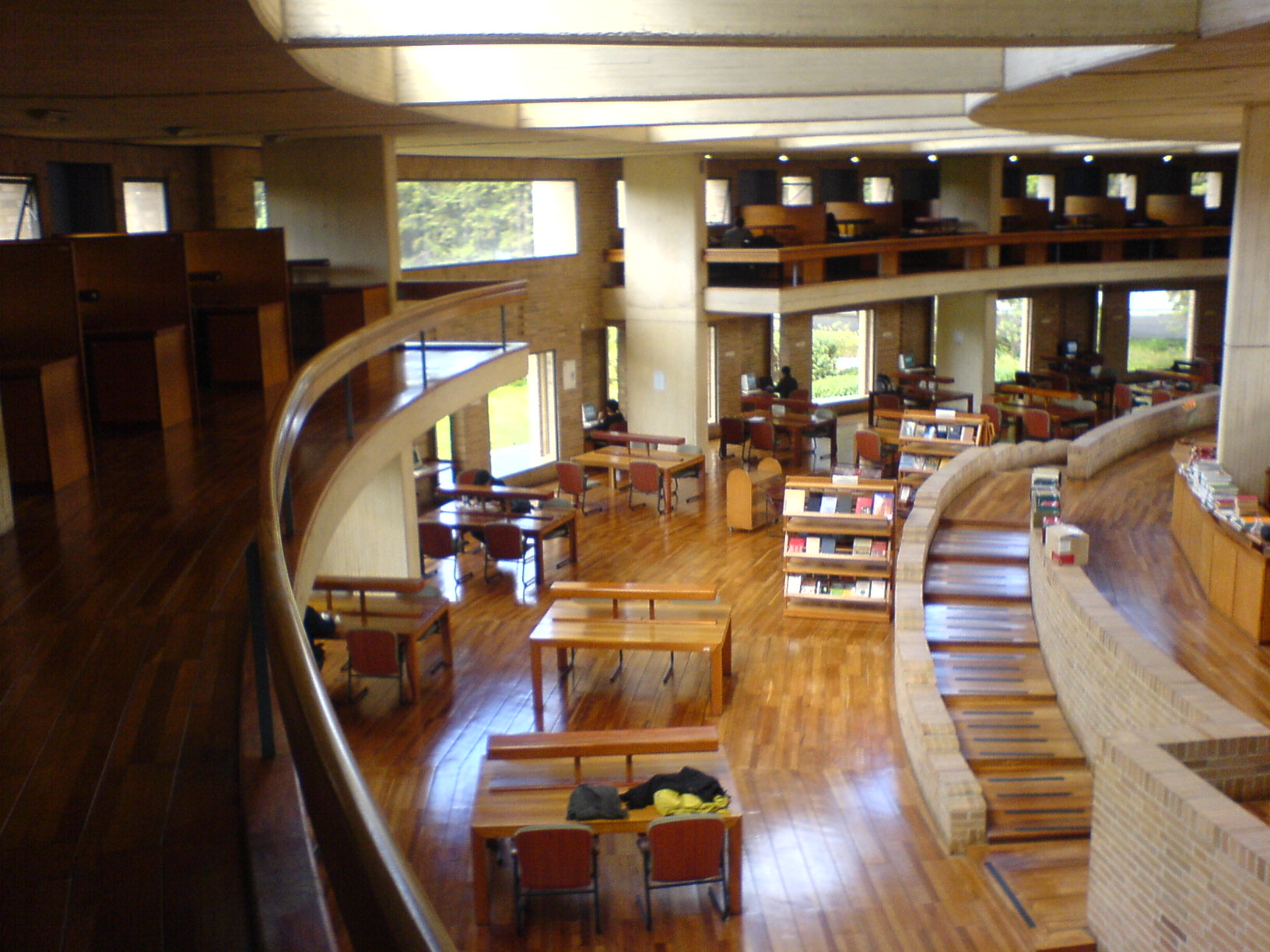
Biblioteca Ernesto Guhl, en la Universidad Nacional de Colombia, la más grande de Colombia.
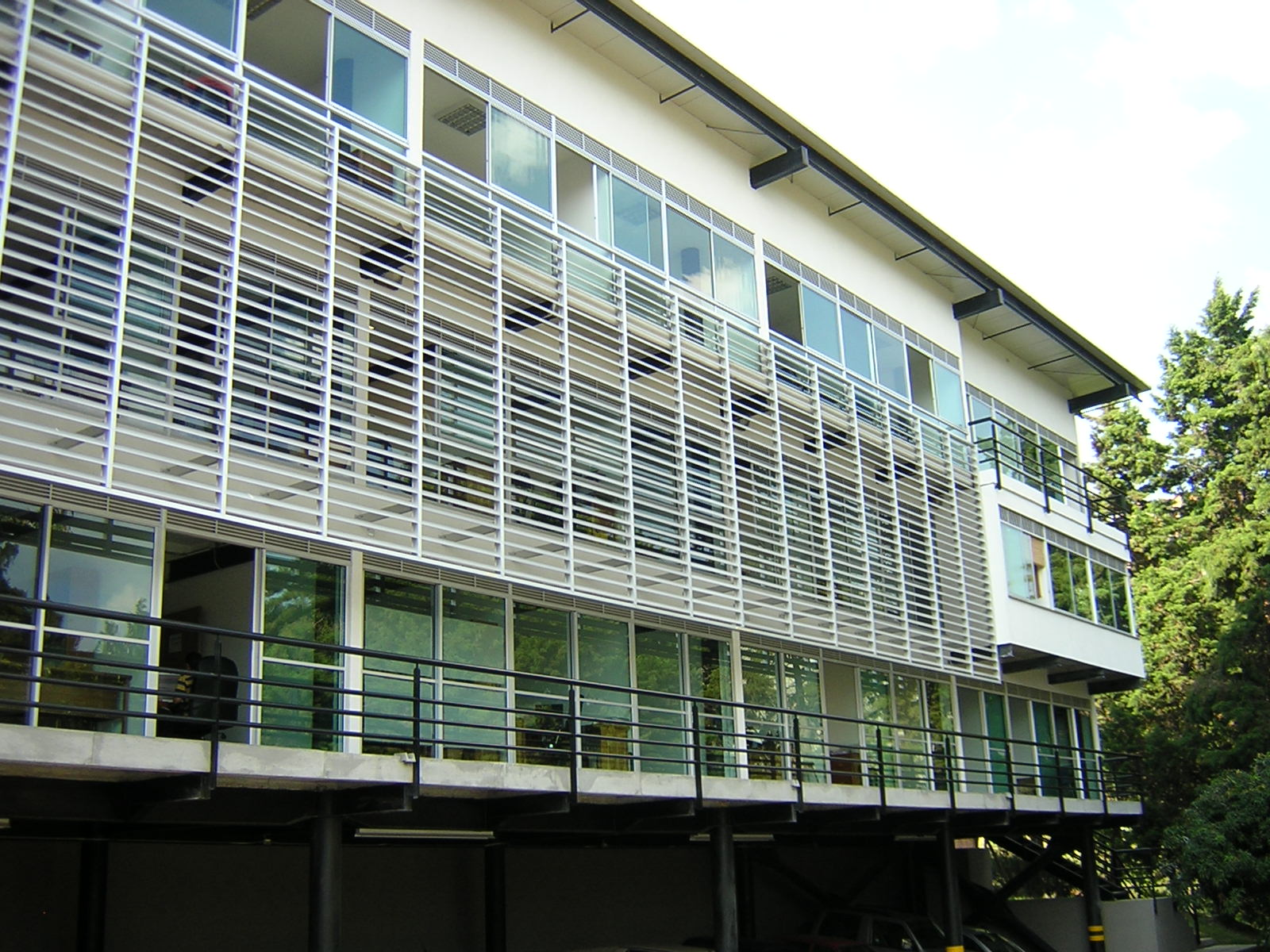
Universidad Nacional de Colombia en Medellín
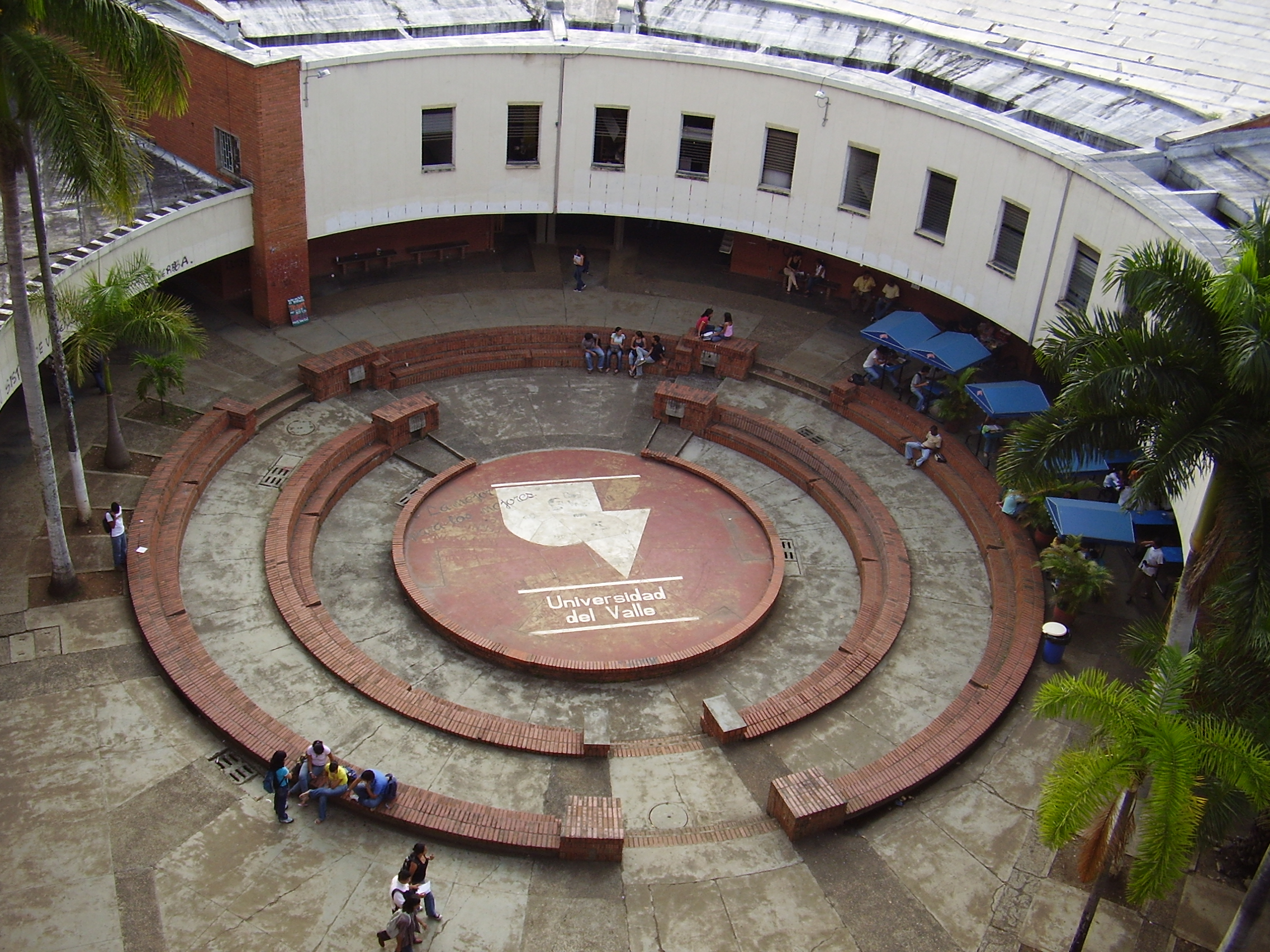
Plaza de la Universidad del Valle en Cali
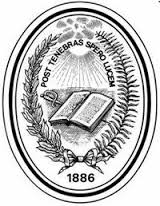
Universidad Externado de Colombia en Bogotá

## Pruebas estandarizadas
El Sistema educativo colombiano evalúa a través de pruebas estandarizadas las competencias de los estudiantes alcanzados en cada uno de los niveles. El Instituto Colombiano para la evaluación de la educación (ICFES),  por un lado, lleva a cabo  el examen de Estado de la Educación Media, Saber 11.°, está compuesto por cinco pruebas: Lectura Crítica, Matemáticas, Sociales y Ciudadanas, Ciencias Naturales e Inglés, el desempeño en estas pruebas  es requisito para ingresar a la educación superior profesional, técnica y tecnológica.  Por otro lado, El examen de Estado de la Calidad de la Educación Superior, Saber Pro, está compuesto por un grupo de competencias genéricas y otro de específicas. El primer conjunto evalúa cinco módulos genéricos: Lectura Crítica, Razonamiento Cuantitativo, Competencias Ciudadanas, Comunicación Escrita e Inglés. El segundo grupo está compuesto por módulos asociados a temáticas y contenidos específicos que los estudiantes pueden presentar de acuerdo con su área de formación. Este es un requisito para lograr la titulación a nivel superior.
Finalmente, El examen de Estado de la Calidad de la Educación Superior, Saber TyT, orientado a la educación técnica y tecnológica,  está compuesto por un grupo de competencias genéricas y otro de específicas. El primer conjunto evalúa cinco módulos genéricos: Lectura Crítica, Razonamiento Cuantitativo, Competencias Ciudadanas, Comunicación Escrita e Inglés. El segundo grupo está compuesto por tres módulos asociados a temáticas y contenidos específicos que los estudiantes pueden presentar de acuerdo con su área de formación: Promoción de la Salud y Prevención de la Enfermedad, Ensamblaje, Mantenimiento y Operación de Maquinarias y Equipo, y Ensamblaje, Mantenimiento e Instalación de Hardware y Software.

## Educación para el trabajo y el desarrollo humano y educación informal
La educación para el trabajo y el desarrollo humano y la educación informal están regidos en Colombia por la ley 1064 de 2006 que la titula educación para el trabajo y el desarrollo humano. Está regula
da por el Ministerio de Educación Nacional y tiene carácter de educación continua conforme al decreto 2020 de 2006. Se reglamenta por medio del Decreto 2888 de 2007, derogado y reemplazado por el Decreto 4904 de 2010.
Se considera Educación Informal a todas aquellas actividades que representen algún tipo de estudio o entrenamiento que no conducen a ningún tipo de grado. Esto incluye el entrenamiento a sus empleados que ocurre al interior de las empresas o los programas preuniversitarios. Esta educación, según el número de horas y el objetivo conducente, no exige una regulación por parte del Ministerio de Educación Nacional o de las Secretarías de Educación departamentales o distritales.
También hay Educación para el Trabajo, antes llamada Educación No formal, ofrecida generalmente por instituciones educativas oficiales y privadas, conducentes a títulos en experticias que tratan de niveles técnicos en áreas específicas y que se enfocan principalmente a la capacitación para generar formas de subsistencia de primera mano; este tipo de educación, requiere del cumplimiento de unos parámetros mínimos exigidos por parte de las Secretarías de Educación locales de cada municipio o departamento.
La Ley permite que un egresado pueda terminar sus estudios en una entidad de Educación para el Trabajo y Desarrollo Humano debidamente certificada y poder hacer reconocer sus saberes en la Educación Superior.
La educación para el trabajo y el desarrollo humano es ofrecida principalmente por instituciones oficiales y privadas. Los programas cursados son conducentes a títulos en niveles técnicos y en áreas específicas y que se enfocan principalmente a la capacitación para generar expertos en áreas puntuales de las diferentes actividades laborales según la clasificación nacional de ocupaciones.
La principal agremiación de instituciones de educación para el trabajo y el desarrollo humano es ASENOF, la cual ha sido gran artífice de reformas de educación para el trabajo, como la ley 1064 de 2006.
En la actualidad, el decreto 4904 del 16 de diciembre de 2009, reglamenta la organización, oferta y funcionamiento de la prestación del servicio educativo para el trabajo y el desarrollo humano y se dictan otras disposiciones.